# Radnice v Hlohově
Hlohovská radnice vznikla koncem 13. století, v době založení města Konrádem I. Hlohovským, když byla postavena strážná věž. Dvoukřídlová zděná budova radnice se nachází v Hlohově (Głogów) v okrese Hlohov v Dolnoslezském vojvodství v jižním Polsku, a byla postavena v roce 1349 a později přestavovaná.. 

## Další informace
Budova pochází z roku 1349. Požáry zničily budovu v letech 1420 a 1433. Největší požár se vyskytl v roce 1574. Potom radnice byla obnovená v renesančním stylu a věž byla završená helmou. Pohled na radnici s teto doby zvěčnil v 18. století na kresbě Friedrich Bernhard Werner, a tato kresba byla publikovaná v díle Topographia Seu Compendium Silesiae.
V letech 1823–1835 byla radnice obnovena podle návrhu Augusta Sollera. Vznikly tedy dva křídla budovy: západní klasicistní a východní ve florentském stylu. V 19. století měly hodiny na radnici opačně nastavené hodinové ručičky – velká ukazovala hodiny, a malá minuty. Bývalo to příčinou častých nedorozumění. Obyvatelé Hlohova byli hrdí na neobyčejné hodiny a považovali je za něco výjimečného, co odlišuje Hlohov od jiných měst. Další hodiny na radnici pocházely z továrny Weisse, který získal zlatou medaili na Světové výstavě ve Vídni v roce 1873.
5. března 1933 byla na hlohovské radnici poprvé vyvěšená vlajka s hákovým křížem. Během války v roce 1945 byla radnice skoro úplně zničená. Zůstala jenom spodní část věže.
V lednu 1984 roku se Městská rada rozhodla radnici obnovit, a to podle toho, jak vypadala kolem roku 1835. Renovační práce začaly v květnu 1984. Investice během 18 let dosáhla 18 milionů zlotých. Západní křídlo bylo ukončeno v roce 2000. Od roku 2002 radnice funguje jako městský úřad.
Radniční věž, vysoká na 80,35 metrů je nejvyšší radniční věž na Slezsku a druhá nejvyšší radniční věž v Polsku (nejvyšší je věž gdaňské Staroměstské radnice). Věž byla obnovená v letech 1994–1996 na základě stavu z roku 1720. V přízemí má věž tvar čtverce a výše osmiúhelníku. V roce 2016 bylo vyhlášeno výběrové řízení na její omítnutí. Zrestaurované byly také hodiny o průměru 3,5 m.
Goticko-renesanční interiéry přízemí východního křídla radnice jsou docela dobře zachované. V jedné místnosti najdeme síťovou klenbu, která je podepřená centrálním sloupem. Sousední místnost má klenbu sklípkovou.
Z radniční věže vysílá Rádio Elka Hlohov (89,6 MHz; ERP 0,2 kW)